# قیام
قیامیا خیزش (به انگلیسی: uprising) یک شورش خشونت آمیز علیه دولت است. شورشی کسی است که دست به قیام می‌زند. گروه شورشی گروهی آگاهانه هماهنگ است که به دنبال به دست آوردن کنترل سیاسی بر کل یک ایالت یا بخشی از یک دولت است. قیام به صورت امتناع کردن از انجام دستورهای یک مقام مستقر، مقاومت در برابر او و با هدف نفی حاکمیت یا در اعتراض به موضوعی خاص، انجام می‌شود. قیام می‌تواند ناشی از احساس خشم و عدم پذیرش اوضاع باشد و سپس با امتناع از تسلیم یا اطاعت از مقام مسئول این وضعیت، آشکار شود. همچنین ممکن است فردی یا جمعی، صلح آمیز (نافرمانی مدنی، مقاومت مدنی و مقاومت غیر خشونت‌آمیز) یا خشونت‌آمیز (تروریسم، خرابکاری و جنگ چریکی) باشد.

## طبقه‌بندی
قیام یک شورش مسلحانه است.

فتح باستیل، ۱۴ ژوئیه ۱۷۸۹، در جریان انقلاب فرانسه.

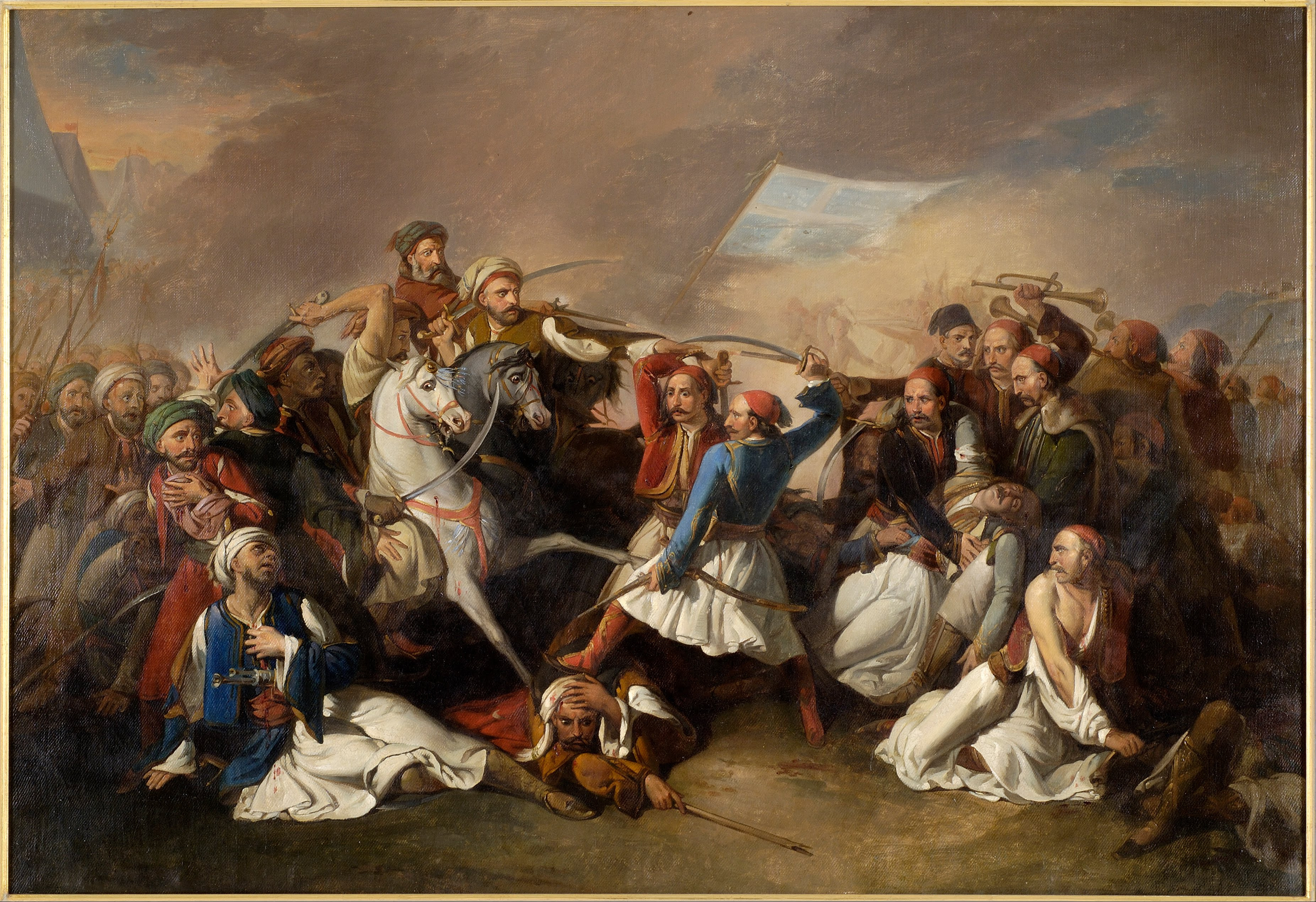
جنگ استقلال یونان، (۱۸۲۱–۳۰)، شورش یونانیان در داخل امپراتوری عثمانی، مبارزه‌ای که منجر به تأسیس یک یونان مستقل شد.

شورش نوعی قیام با هدف جایگزینی یک دولت، شخصیت، قانون یا سیاست است.